# Relações entre Rússia e Turquia
As relações entre Rússia e Turquia (em russo:  Российско–турецкие отношения, em turco:  Rusya–Türkiye ilişkileri) referem-se a relação bilateral entre a Federação Russa e a República da Turquia. As relações entre os dois países têm sido, geralmente, excessivamente tensas.

## História

### Confrontos de impérios

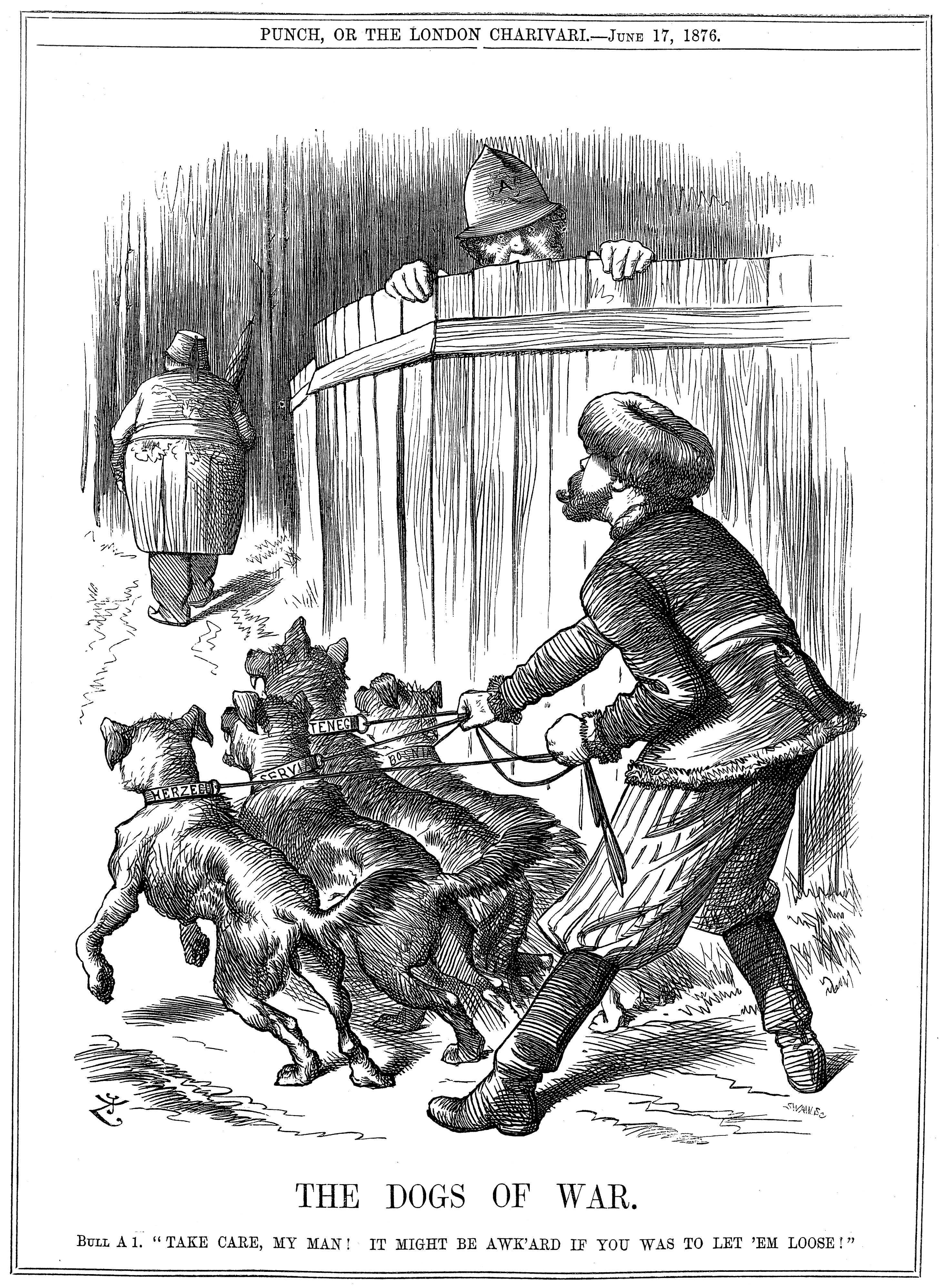
Cartum da Punch de 17 de junho de 1876. O Império Russo se preparando para deixar escapar os "Cães de Guerra" dos Bálcãs para atacar o Império Otomano, enquanto policial John Bull (Reino Unido) adverte a Rússia para se cuidar. Apoiados pela Rússia, Sérvia e Montenegro declararam guerra ao Império Otomano no dia seguinte. Estes confrontos, eventualmente, desencadearam a guerra russo-turca de 1877-1878.

A partir de 1568 o apoio do Império Otomano aos pequenos Estados vassalos turcos e islâmicos na Rússia moderna (o Canato de Astracã, o Canato da Crimeia, etc.) levaram os dois impérios ao conflito.
Os otomanos apoiaram repetidamente os tártaros da Crimeia nas campanhas contra a Rússia. Em 1568, iniciou-se a primeira de uma série de treze guerras russo-turcas; sendo oito delas bem sucedidas para os russos. Em praticamente todas as guerras a Turquia recebeu apoio dos países europeus:  primeiramente da Grã-Bretanha e posteriormente da Áustria.
Pelo século XIX, a Rússia ajudava os eslavos e as minorias cristãs da Turquia a se revoltarem contra o domínio otomano. A Rússia nem sempre teve em mente o objetivo de dividir o Estado otomano, temendo que isso fosse ajudar a Áustria. Eventualmente, no entanto, o desejo de passagem livre através dos Estreitos Turcos e o sentimento pan-eslavista no país empurrariam a Rússia nessa direção, levando à intervenção decisiva em 1877-1878.
Os dois impérios lutaram entre si pela última vez durante a Primeira Guerra Mundial. No entanto, até o final da guerra ambas monarquias ou seriam derrubadas ou derrotadas.

### Relações atuais
Imediatamente após a dissolução da União Soviética, as relações entre as duas nações melhoraram dramaticamente e fortemente.
Apesar de discordâncias a respeito da disputa de fronteira sobre o Cáucaso e o apoio contínuo de cada um a adversários históricos, ambos hesitam. A Rússia é um pouco cética em relação a admissão da Turquia na União Europeia, que tem o potencial de causar prejuízo às relações com a Turquia, mas ambos os países são os principais parceiros estratégicos na região da Transcaucásia.
De acordo com o ministro de comércio exterior turco Zafer Çağlayan, a Rússia ofereceu a Turquia as perspectivas de criação de um banco conjunto para impulsionar ainda mais o comércio entre os dois países, um exemplo dos bons laços forjados entre os dois países nos últimos anos.
Em 24 de novembro de 2015, aeronaves de combate turcas F-16 abateram um Su-24 russo durante uma disputa de espaço aéreo perto da fronteira turco-síria. O presidente russo Vladimir Putin descreveu o incidente como "uma facada nas costas pelos cúmplices dos terroristas" e declarou ainda que os "trágicos acontecimentos de hoje terão consequências significativas inclusive para as relações entre a Rússia e a Turquia".
Em 19 de dezembro de 2016, durante um discurso no Centro de Arte Moderna em Ancara, o embaixador russo na Turquia, Andrei Gennadyevich Karlov, foi morto a tiros por um policial turco. Este, identificado como Mevlut Mert Altıntas, foi morto pelas forças especiais turcas depois que eles cercaram a galeria. O assassinato ocorreu depois de vários dias de protestos na Turquia sobre o envolvimento militar russo na Guerra Civil Síria e a batalha contra Aleppo, embora os governos russo e turco estivessem negociando um cessar-fogo.